# Okres Banská Bystrica
Banská Bystrica is een district (Slowaaks: Okres) in de Slowaakse regio Banská Bystrica. De hoofdstad is Banská Bystrica. Het district bestaat uit 1 stad (Slowaaks: Mesto) en 41 gemeenten (Slowaaks: Obec).

## Steden
- Banská Bystrica

## Lijst van gemeenten
| - Badín - Baláže - Brusno - Čerín - Dolná Mičiná - Dolný Harmanec - Donovaly - Dúbravica - Harmanec - Hiadeľ - Horná Mičiná - Horné Pršany - Hrochoť - Hronsek | - Kordíky - Králiky - Kynceľová - Lučatín - Ľubietová - Malachov - Medzibrod - Moštenica - Motyčky - Môlča - Nemce - Oravce - Podkonice - Pohronský Bukovec | - Poniky - Povrazník - Priechod - Riečka - Sebedín-Bečov - Selce - Slovenská Ľupča - Staré Hory - Strelníky - Špania Dolina - Tajov - Turecká - Vlkanová |

Banská Bystrica · Banská Štiavnica · Brezno · Detva · Krupina · Lučenec · Poltár · Revúca · Rimavská Sobota · Veľký Krtíš · Žarnovica · Žiar nad Hronom · Zvolen